# The Legend of Boggy Creek
The Legend of Boggy Creek is een Amerikaanse film uit 1972. De film is opgenomen als een documentaire, en draait het "Fouke Monster" (een wezen gelijk aan Bigfoot). De film werd geregisseerd en geproduceerd door Charles B. Pierce.

## Verhaal
De film draait om de vraag of het Fouke Monster echt bestaat. Het wezen zou door veel boeren en jagers gezien zijn.
Verschillende inwoners van het kleine plaatsje Fouke vertellen hun verhalen over hun “ontmoetingen” met het beest. De film mixt interviews met mensen die het beest zouden hebben gezien met erbij gefilmd materiaal waarin deze gebeurtenissen worden nagespeeld.

## Rolverdeling
| Acteur            | Personage          |
| ----------------- | ------------------ |
| Vern Stierman     | verteller          |
| Chuck Pierce, Jr. | Jonge Jim          |
| William Stumpp    | Volwassen Jim      |
| Willie E. Smith   | Willie             |
| Buddy Crabtree    | James Crabtree     |
| Jeff Crabtree     | Fred Crabtree      |
| Judy Baltom       | Mary Beth Searcy   |
| Mary B. Johnson   | Mary Beth's sister |
| George Dobson     | George             |
| Dave Ball         | Dave               |
| Jim Nicklus       | Jim                |
| Flo Pierce        | Bessie Smith       |
| Glenn Carruth     | Bobby Ford         |

## Achtergrond
De film kreeg twee vervolgen:
- Return to Boggy Creek uit 1977.
- The Barbaric Beast of Boggy Creek, Part II uit 1985.

In 2002 werd de film op DVD uitgegeven door Sterling Entertainment.